# ASC Dukla Praha/Saison 2011
Dieser Artikel listet Erfolge und Mannschaft des Radsportteams ASC Dukla Praha in der Saison 2011 auf.

## Erfolge in der UCI Asia Tour
In der Saison 2011 wurden folgende Erfolge in der UCI Asia Tour erzielt.
| Datum       | Rennen                  | Kat. | Fahrer          |
| ----------- | ----------------------- | ---- | --------------- |
| 2. November | 2. Etappe Tour of Taihu | 2.2  | Alois Kaňkovský |
| 4. November | 4. Etappe Tour of Taihu | 2.2  | Alois Kaňkovský |

## Erfolge in der UCI Europe Tour
In der Saison 2011 wurden folgende Erfolge in der UCI Europe Tour erzielt.
| Datum    | Rennen                                              | Kat. | Fahrer          |
| -------- | --------------------------------------------------- | ---- | --------------- |
| 5. Mai   | Kriterium Szlakiem Grodòw Piastowskich              | 2.1  | Alois Kaňkovský |
| 6. Mai   | 1. Etappe Szlakiem Grodòw Piastowskich              | 2.1  | Jiří Hochmann   |
| 23. Juni | Tschechische Meisterschaft – Einzelzeitfahren (U23) | NC   | Petr Vakoč      |

## Mannschaft
| Name             | Geburtstag         | Nationalität | Team 2010              |
| ---------------- | ------------------ | ------------ | ---------------------- |
| Jiří Bareš       | 10. Mai 1989       | Tschechien   | Neoprofi               |
| Martin Bláha     | 12. September 1977 | Tschechien   | ASC Dukla Praha (2006) |
| Martin Cetkovský | 30. Juni 1992      | Tschechien   | Neoprofi               |
| Jan Dostál       | 11. Februar 1988   | Tschechien   | Neoprofi               |
| Roman Fürst      | 5. Mai 1991        | Tschechien   | Neoprofi               |
| Martin Hačecký   | 24. Juli 1988      | Tschechien   | Atlas Personal         |
| Vojtech Hačecký  | 29. März 1987      | Tschechien   | Atlas Personal         |
| Jiří Hochmann    | 10. Januar 1986    | Tschechien   | ASC Dukla Praha (2007) |
| Milan Kadlec     | 13. Oktober 1974   | Tschechien   | ASC Dukla Praha (2007) |
| Jan Kadúch       | 6. Juni 1992       | Tschechien   | Neoprofi               |
| Alois Kaňkovský  | 19. Juli 1983      | Tschechien   | Neoprofi               |
| Marek Mixa       | 7. Juni 1985       | Tschechien   | Neoprofi               |
| Petr Vakoč       | 11. Juli 1992      | Tschechien   | Neoprofi               |
| Ondřej Vendolský | 12. Juli 1991      | Tschechien   | Neoprofi               |

## Platzierungen in UCI-Ranglisten
UCI Africa Tour 2011
|      | Fahrer       | Punkte |
| ---- | ------------ | ------ |
| 191. | Milan Kadlec | 2      |

UCI Europe Tour 2011
|       | Fahrer         | Punkte |
| ----- | -------------- | ------ |
| 560.  | Jiří Hochmann  | 24     |
| 731.  | Milan Kadlec   | 14     |
| 1139. | Martin Hačecký | 3      |
| 1139. | Petr Vakoč     | 3      |